# 둘 빼기 셋
"둘 빼기 셋"은 한국에서 제작된 이성민 감독의 1977년 영화이다. 김정훈 등이 주연으로 출연하였고 김용덕 등이 제작에 참여하였다.

## 출연

### 주연
- 김정훈
- 도금봉
- 이영란

## 기타
- 원작자: 송숙영
- 조명: 김진도